# Psychotria aneityensis
Psychotria aneityensis är en måreväxtart som beskrevs av André Guillaumin. Psychotria aneityensis ingår i släktet Psychotria och familjen måreväxter. Inga underarter finns listade i Catalogue of Life.